# 玉祖神社
玉祖神社（日语：たまのおやじんじゃ）是位在日本山口縣防府市的神社。為式內社、周防國一宮、舊社格為國幣中社（現神社本廳的別表神社）。日本全國玉祖神社之總本社。

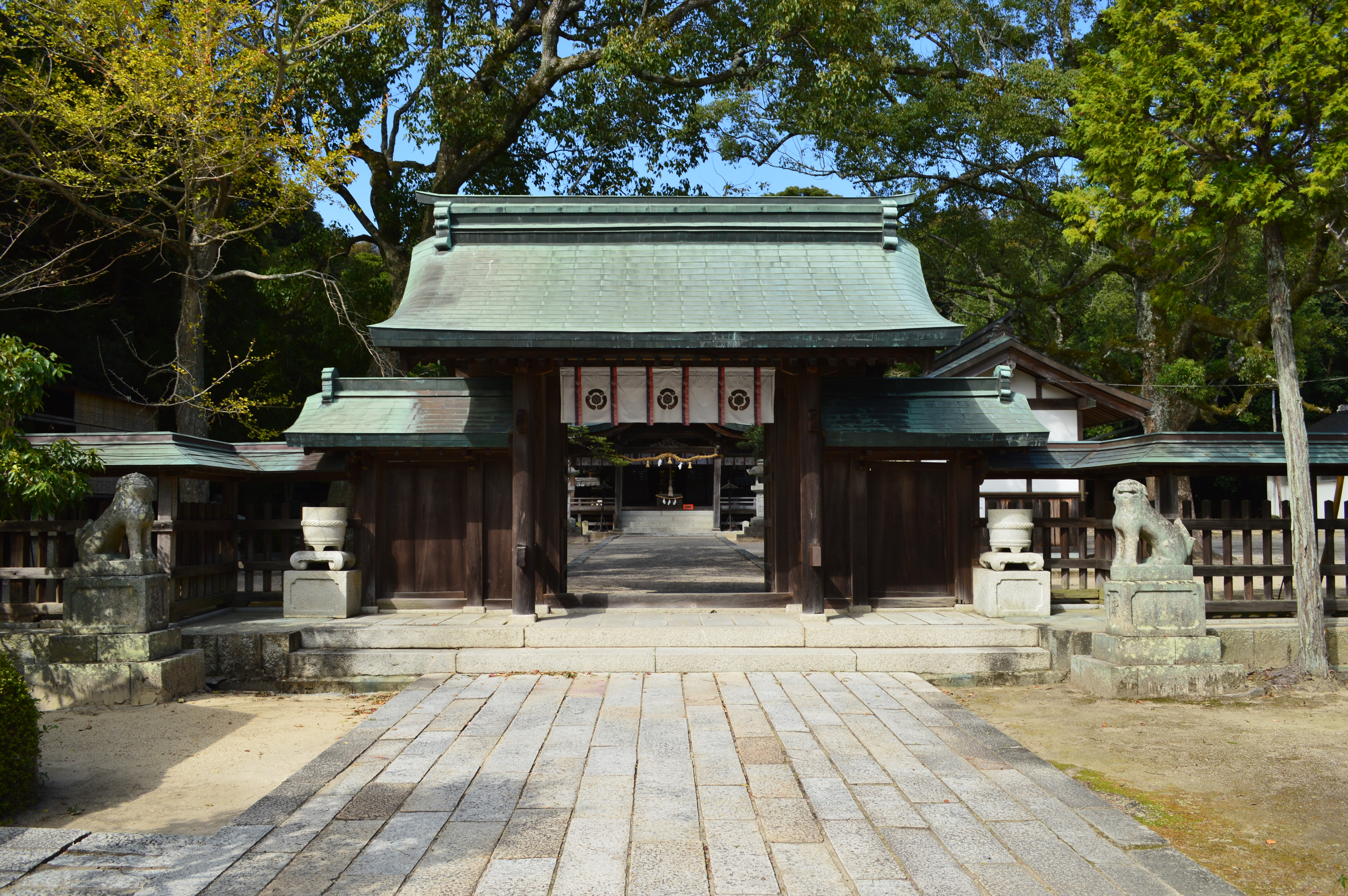
神門

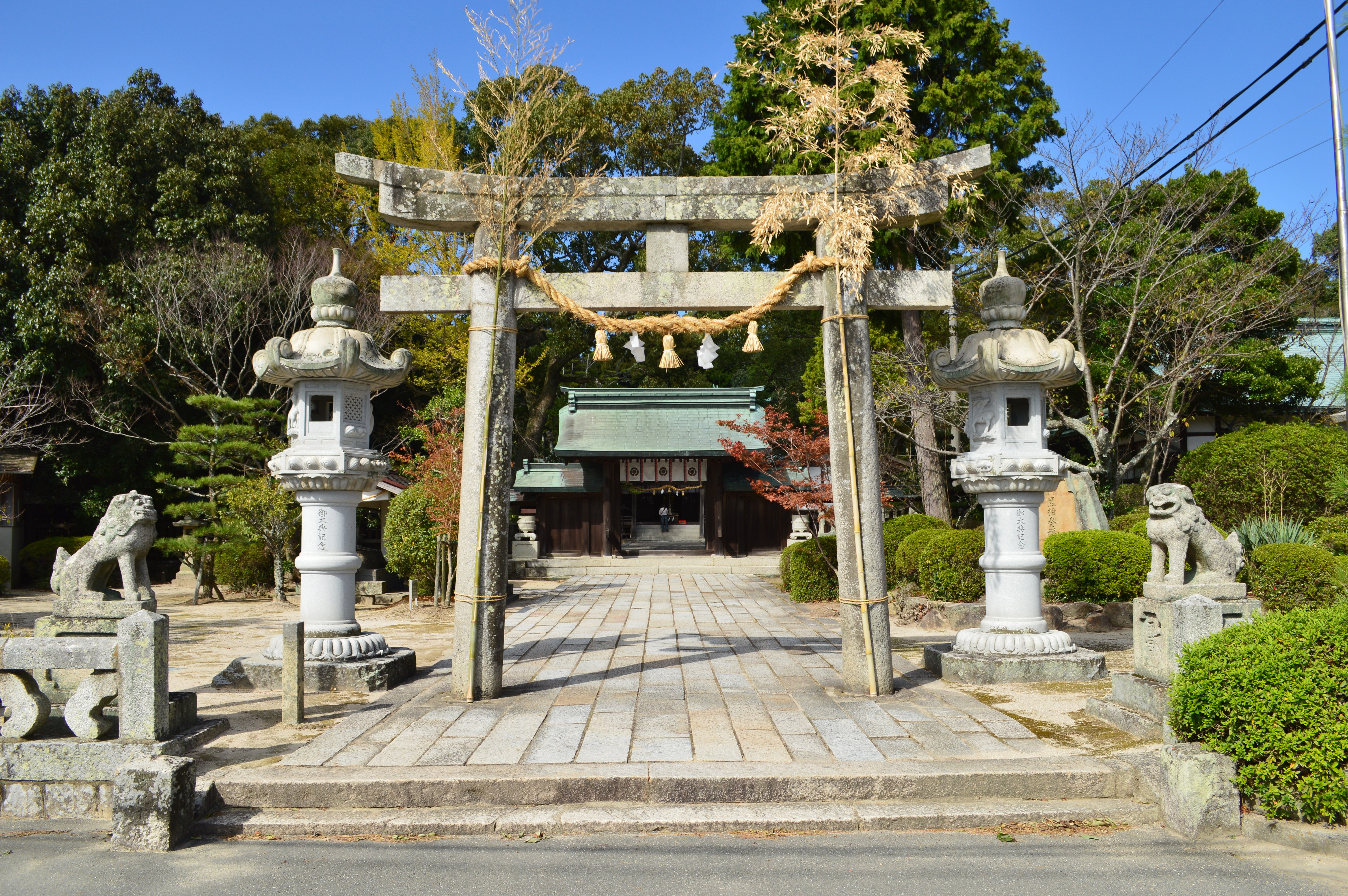
境內鳥居

## 關連項目
- 神社

## 外部連結
- 玉祖神社 （页面存档备份，存于）